# Avalanche (Botnetz)
Avalanche (auch als Avalanche Gang bekannt) ist ein Botnet und eine dahinterstehende internationale, cyber-kriminelle Gruppe im Internet, die durch umfangreiche Phishing-Attacken bekannt geworden ist. Insgesamt wurden in diesem Netzwerk zwanzig verschiedene Bot-Netze betrieben, die zum Beispiel zur Verbreitung von Spam- und Phishing-E-Mails sowie von Schadprogrammen wie Ransomware und Trojanern im Online Banking eingesetzt wurden.

## Geschichte
Das Avalanche-Netz wurde Ende 2008 entdeckt, im Jahr 2009 soll es nach US-amerikanischen Quellen für zwei Drittel aller Phishing-Versuche verantwortlich gewesen sein.
Am 1. Dezember 2016 gab die Staatsanwaltschaft Verden bekannt, dass nach vierjährigen Ermittlungen und in internationaler Zusammenarbeit mutmaßliche Führungsmitglieder der Gruppe verhaftet worden sind und 39 Server beschlagnahmt worden sind. Zusätzlich wurden 221 Server durch Provider vom Internet getrennt und mehr als 800.000 Domains beschlagnahmt oder blockiert. Die Zusammenarbeit erstreckte sich dabei von der Zentralen Kriminalinspektion Lüneburg und der Staatsanwaltschaft Verden zum FBI, dem „United States Attorney's Office for the Western District of Pennsylvania“, dem „Department of Justice“ und den Sicherheitsbehörden von 39 „europäischen und außereuropäischen Staaten“. Dabei wurden 16 Beschuldigte identifiziert, gegen sieben Tatverdächtige wurden Haftbefehle ausgestellt.
Zur gleichen Zeit erfolgten am 30. November 2016 in zehn Ländern Durchsuchungen und Beschlagnahmungen von Servern und Domains, woran die internationalen Organisationen Europol (Europäisches Zentrum zur Bekämpfung der Cyberkriminalität (EC3)) und Eurojust beteiligt waren, und im Vorfeld vom Bundesamt für Sicherheit in der Informationstechnik (BSI) und vom Fraunhofer-Institut für Kommunikation, Informationsverarbeitung und Ergonomie (FKIE) über 100 Terabytes Daten analysiert worden waren. Die Zerschlagung wurde von den Organisationen Interpol, Shadowserver Foundation, Registrar of Last Resort und ICANN unterstützt.
Bankkunden, denen Daten gestohlen worden sind, wurden durchschnittlich mehr als 5000 Euro gestohlen. Pro Woche wurden mehr als eine Million Spammails versandt.